# 행복의 나라로 (라디오 프로그램)
《손숙, 한대수의 행복의 나라로》는 대한민국의 방송국 기독교방송의 라디오 채널 CBS 표준FM에서 월~토요일 오전 9시 5분 ~ 오전 11시까지 방송됐던 라디오 프로그램이다. 연극배우 손숙과 가수 한대수가 진행하며 2008년 5월 12일 첫방송되었다.
방송 중간 오전 9시 30분과 오전 10시 30분에 방송되던 CBS 노컷뉴스가 폐지되어 2부와 4부 방송시간이 각각 5분씩 늘어났다.
2015년 9월 12일에 가을 개편으로 인해 7년만에 폐지되었다.

## 주요 코너
매일 1부 코너는 '행복 충전소'로 청취자들의 사연소개로 진행되며 2부부터 4부까지는 밑의 각 코너로 진행된다.
괄호 안은 해당 코너의 패널이다.
- 월요일 - 스몰토크, 용건만 간단히(방송인 최욱)
- 화요일 - 내 인생의 드라마(성우 박일, 개그우먼 양희성)
- 수요일 - 가족상담소(이호선 박사)
- 목요일 - 성장일기(임진모 음악평론가)
- 금요일 - 지구촌뉴스 Talk & Talk(방송인 썬 킴, 애나벨), 밥은 먹고 다니냐(여행작가 송일봉)
- 토요일 - 행복초대석(2~3부), 크게 라디오를 켜고(4부)

## 같이 보기
- CBS 표준FM
- 기독교방송

| CBS 표준FM                                                    |                              |                            |
| 이전                                                          | 손숙, 한대수의 행복의 나라로 | 다음                       |
| 박재홍의 뉴스쇼 (평일), 주말 뉴스쇼 박명규입니다 (토요일)     | 손숙, 한대수의 행복의 나라로 | 웰빙 다이어리              |
| 오전 7시 30분 ~ 오전 9시 (평일), 오전 7시 16분 ~ 9시 (토요일) | 오전 9시 5분 ~ 오전 11시     | 오전 11시 ~ 오전 11시 30분 |
|                                                               | 정시 CBS 노컷뉴스            |                            |